# 장원정
장원정(長源亭)은 고려 문종 때 도선의 것이라는 〈송악명당기〉(松岳明堂記)의 도참설을 근거로 해서 연기(延基)의 방책으로 서강(西江：禮成江)변에 세운 소이궁(小離宮)이다. 문종은 "서강변에 군자가 말을 타는 형세의 명당자리가 있으니 태조의 삼국통일 이래 120년 되는 때에 이곳에 이궁을 지으면 국업(國業)이 연장된다"는 참설에 따라 김종윤(金宗允) 등에게 명하여 이궁을 짓고 장원정(長源亭)이라 하였다.